# Claude Rolin
 (mai 2022).
Si vous disposez d'ouvrages ou d'articles de référence ou si vous connaissez des sites web de qualité traitant du thème abordé ici, merci de compléter l'article en donnant les références utiles à sa vérifiabilité et en les liant à la section « Notes et références ».
Claude Rolin, né le 26 mai 1957 à Charleroi, est un homme politique belge. Il est député européen de 2014 à 2019.
Il est représentant du Centre démocrate humaniste (cdH) et secrétaire général de la Confédération des syndicats chrétiens (CSC).[Quand ?]

## Biographie
Originaire de Bertrix, en province de Luxembourg, Claude Rolin est né le 26 mai 1957. Après avoir travaillé comme ouvrier forestier et manœuvre dans la construction, il effectue un graduat en sciences sociales du travail à l'ISCO (Institut supérieur de culture ouvrière), ainsi qu'une licence en politique économique et sociale à l'université catholique de Louvain (UCL). 
Proche du monde rural et agricole, Claude Rolin s’engage dans la Jeunesse rurale chrétienne en province de Luxembourg. Il y est chargé de l’animation d’un groupe de producteurs consommateurs. À l'âge de 29 ans, il devient permanent, responsable de l'arrondissement de Neufchâteau et des Jeunes de la Confédération des syndicats chrétiens (CSC), en province de Luxembourg. Dix ans plus tard, il est nommé secrétaire fédéral de la CSC de la province de Luxembourg et devient membre du Bureau national de la CSC. En 1997, il devient président du comité régional wallon de la CSC.
En 2006, Claude Rolin est nommé secrétaire général de la CSC. Dans le cadre de cette fonction, il occupe plusieurs mandats dont : vice-président du Conseil central de l'économie, membre du comité directeur de la Confédération européenne des syndicats, conseiller au Comité économique et social européen et membre du bureau de la Commission des mutations industrielles.
En février 2014, Claude Rolin s’engage en politique et mène la liste européenne du Centre démocrate humaniste (cdH) lors des élections européennes du 25 mai 2014. Le 1er juillet 2014, Claude Rolin devient député européen. Au sein du Parlement européen, il est vice-président de la commission emploi et affaires sociales (EMPL). Durant la législature, il fut notamment en charge, comme rapporteur et rapporteur fictif, de la révision législative de la directive relative à la protection des travailleurs contre les risques liés à l’exposition à des agents cancérigènes ou mutagènes sur le lieu de travail.
À la suite de la rupture de majorité décrétée le 19 juin 2017 par le Centre démocrate humaniste (cdH), gouvernant alors la Wallonie avec le Parti socialiste (PS), et à l'association de son parti avec le Mouvement réformateur (MR), Claude Rolin décide de prendre ses distances vis-à-vis du cdH.